# Американська система нотації
Американська система нотації, відома також як наукова нотація (англ. Scientific pitch notation) — система позначення нот, запропонована Американським акустичним товариством у 1939 році.

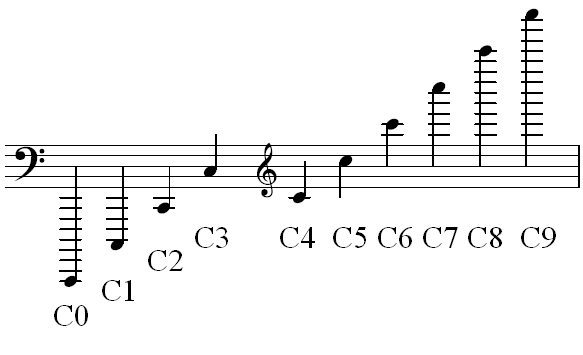
Ноти «до» в різних октавах позначені американською системою нотації

Відповідно до цієї системи всі ноти позначаються буквою латинського алфавіту, що позначає власне ноту та арабською цифрою, що позначає октаву. На відміну від прийнятої у Європі системи Гельмгольца, ця система веде нумерацію октав від звуку «до» субконтроктави, що вважається найнижчим чутним звуком (16,35 Гц). Іншою відмінністю від німецької буквенної нотації є позначення ноти сі, як B, а не як H. Альтерації звуків позначаються знаками ♯ та ♭ або # та b.
Позначення основних ступенів звукоряду в американській нотації:
| - До — C - Ре — D - Мі — E - Фа — F | - Соль — G - Ля — A - Сі — B |

Американська система нотації використовується у MIDI технологіях та музичному програмному забезпеченні. Діапазон MIDI сягає від C-1 до G9, де звук С4 відповідає звуку «до» першої октави.
Стандартний діапазон фортепіано, записаний американською системою виглядає як A0 — C8.